# Diederich von Mecklenburg
Diederich Karl August Friedrich Hans von Mecklenburg, häufig falsch geschrieben als Diedrich von Mecklenburg (* 13. Juni 1833 in Wieschendorf, heute Ortsteil von Dassow; † 25. April 1893 in Rostock), war ein Jurist, mecklenburgischer Rittergutsbesitzer, Provisor, Hofbeamter und Verwaltungsbeamter.

## Herkunft
Diederich von Mecklenburg wurde geboren als Sohn des Besitzers des Rittergutes Wieschendorf, Christian (Ludwig Ernst) von Mecklenburg (1803–1861), und dessen Frau Gustave (Luise Marie Wilhelmine Detloffine Philippine), geb. von Stegmann (1810–1890).

## Leben
Nach dem Besuch des Katharineums zu Lübeck bis Ostern 1854 studierte er Rechtswissenschaften an der Georg-August-Universität Göttingen, der Rheinischen Friedrich-Wilhelms-Universität Bonn und ab Oktober 1856 an der Universität Rostock. 1855 wurde er Mitglied des Corps Saxonia Göttingen. Im gleichen Jahr schloss er sich dem Corps Borussia Bonn an. Nach dem Tod des Vaters wurde er Besitzer der Rittergüter Wieschendorf und Dessow. 
Er war Amtsauditor und von 1860 bis 1862 Auditor an der Justizkanzlei in Schwerin.
Seit 1869 bekleidete Diederich in der Hofverwaltung Großherzog Friedrich Franz II. wie in der öffentlichen Landesverwaltung eine Reihe von Ämtern. Seine großen Kenntnisse im Steuerwesen hatten ihn zudem mit der Zeit besonders in diesem Bereich, auch auf ständischer Ebene, aktiv werden lassen. So teilten sich seine drei Haupttätigkeitsbereiche in die des persönlichen Hofdienstes für den Landesherren, die administrative in der Steuerverwaltung und die landständische in der ritterschaftlichen Selbstverwaltung. Er war damit der erste von Mecklenburg, der außer vormundschaftlichen Aufgaben eine reichhaltige und vielseitige Tätigkeit außerhalb der Familie und des Landesdienstes neben seinem eigentlichen Beruf als Gutsbesitzer aufnahm.
So bekleidete er von 1869 an folgende Ämter:
- 1869 bis 1893 Kammerherr der Großherzöge Friedrich Franz II. und III., davon in den 1869 bis 1880 als diensttuender Kammerherr.[8]
- 1876 bis 1884 Deputierter des ritterschaftlichen Kreises Mecklenburg für den Engeren Ausschuss in Rostock.
- 1884 bis 1893 als Deputierter (ab 1886: Landrat) des ritterschaftlichen Kreises Mecklenburg dessen Interessenvertreter auf den jährlich stattfindenden Landtagen in Sternberg und Malchin.
- 1886 bis 1893 Landrat des Herzogtums Mecklenburg-Schwerin, als solcher von Amts wegen Mitglied des Engeren Ausschuss.
- 1886 bis 1893 Ständischer Kommissar der Großherzoglich mecklenburgischen Schuldentilgungskommission, erstmals als Deputierte der Stände gewählt auf dem Malchiner Landtag im Dezember 1886.[9]
- 1890 bis 1893 Mitglied des Großherzoglich mecklenburgischen Landeseisenbahnrats.
- 1887 bis 1893 Mitglied[10] Hauptdirektion Mecklenburgische Ritterschaftliche Kreditverein.
- 1888 bis 1893 Mitglied der Großherzoglich mecklenburgischen Fideikommissbehörde zu Rostock.

### Provisor im Kloster Ribnitz und Dobbertin

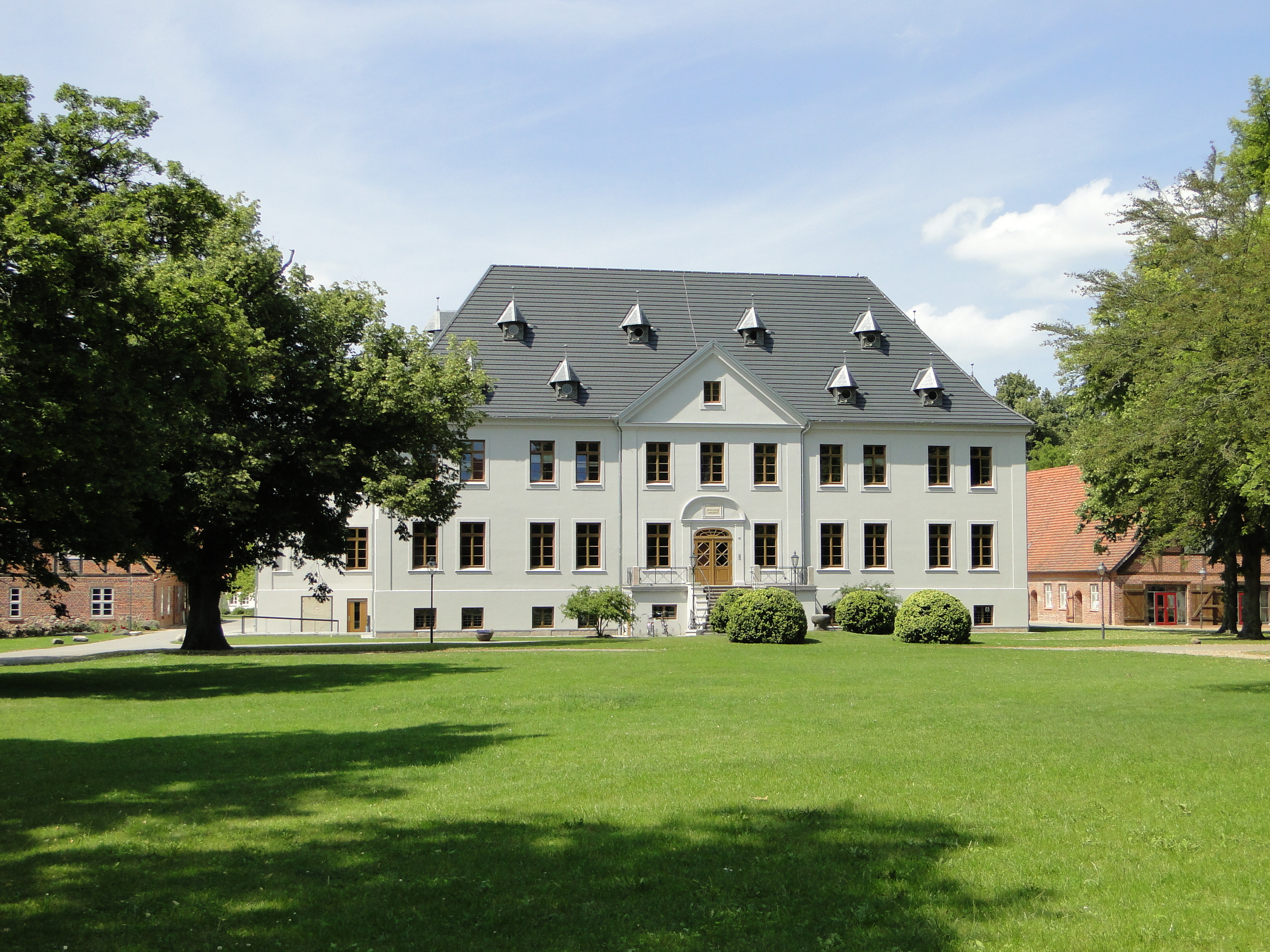
Klosterhauptmannshaus in Dobbertin (2011)

Von 1872 bis 1880 war Diederich von Mecklenburg einer von drei gewählten  Provisoren des Klosters Ribnitz. 
Da auf dem Landtag in Malchin am 17. November 1880 der Provisor Oberstleutnant Heinrich von Bülow auf Cammin seine Wiederwahl ablehnte, wurde für das Herzogtum Schwerin der Kammerherr Diederich von Mecklenburg auf Wieschendorf zum Provisor des Klosters Dobbertin gewählt. Der Schweriner Großherzog Friedrich Franz II. bestätigte seine Wahl am 9. Dezember 1880. Die Einführung mit der Übergabe der Bestallungsurkunde erfolgte in feierlicher Form am 6. Juli 1881 in Dobbertin. Da der Klosterhauptmann Christian Joachim Hugo Karl Graf von Bernstorff auf Ventschow bedauerlich durch ein schmerzhaftes Fußleiden verhindert war, am feierliche Akt teilzunehmen, übernahm der Provisor Landrat Josias Helmuth Albrecht von Plüskow auf Kowalz im Beisein des Küchenmeisters Wilhelm Heinrich Johann Schultz, dem Forstinspektor Garthe und dem Amtsactuar und Amtsschreiber Gustav Lierow die Vorstellung des neuen Provisors vor dem versammelten klösterlichen Konvent im Chorsaal. Frau Domina Ernestine Hedwig von Schack auf Pankelow stellte die 32 Konventualinnen vor. Auch der Präpositus Friedrich Pleßmann und der Klosterarzt Dr. Havemann waren erschienen. Nach 11 Uhr hatten sich die klösterlichen Dorfschulzen und Förster im Gerichtszimmer im Amtshaus versammelt, um den Provisor Herrn Kammerherr von Mecklenburg als ihren neuen Vorgesetzten anzusehen und sich danach einzeln mittels Handschlag in die Pflicht nehmen zu lassen. 
Nach acht Jahren trat Diederich von Mecklenburg wegen vieler anderer Geschäfte zu Neujahr 1888 vom Amt des Provisors im Kloster Dobbertin zurück.

## Familie
Diederich von Mecklenburg heiratete am 26. Oktober 1869 in Galenbeck Minka (Luise, Auguste, Anna, Georgine, Dorothea) von der Lancken aus Uradel auf Rügen. Die 21-jährige Braut war die Tochter des Großherzoglich Mecklenburg-Strelitzschen Kammerherrn und Ehrenritters des Johanniterordens Bernhard von der Lancken auf Galenbeck und seiner Gattin Bertha, geborene von Plüskow. Sie hatten sechs Kinder, u. a. Christian (1870–1947), Lolo Charlotte (1874–1953), Diedrich (1875–1934), Hertha (1877–1956) und Ernst (1878–1958). Die Söhne gründeten eigene Familien, die genannten Töchter lebten zuletzt als Konventualin des Klosters Ribnitz in der DDR. Sohn Christian von Mecklenburg betreute das Erbe Wieschendorf und war wie der Vater auch beim Ritterschaftlichen Kreditverein für Mecklenburg tätig, seit 1915 als Kreisdirektor (Ritterschaftsrat).
Ehefrau Minka war Hofdame der mecklenburgischen Großherzogin Marie in Schwerin und wurde dort auf Grund der bevorstehenden Vermählung am 1. Oktober 1869 aus dem Hofdienst der regierenden Herzogin entlassen. Bei Hofe mag Minka von der Lancken vielleicht auch ihren Mann kennengelernt haben.